# 都罕听
都罕听（1968年—），法名Anālayo（无执著），男，傣族，云南景洪人，南传佛教僧人。

## 生平
都罕听是云南省西双版纳傣族自治州景洪市勐罕镇人。1983年，在景洪市曼春满大佛寺剃度出家。1990年，到泰国南奔府佛迹寺佛学院留学，依止Phra Attasanto Mahāthero达上成为比库。1994年回到中国，接任曼听佛塔寺以及曼春满大佛寺住持。后来担任中国佛教协会副秘书长（2010年2月当选）、云南省佛教协会副秘书长、西双版纳傣族自治州佛教协会副会长、景洪市佛教协会会长、云南佛学院副院长、云南佛学院西双版纳分院常务副院长、西双版纳总佛寺副住持等等职务。